# Раймон I Дат (граф Бигорра)
Раймон I Дат (также Рамон и Раймон; фр. Raymond Dat; умер около 956) — граф Бигорра примерно с 930 года из Бигоррской династии.

## Биография

### Происхождение
Раймой I Дат — первый из графов Бигорра после Доната Лупа, факты биографии которого подтверждены достоверными историческими источниками. Главные из них — генеалогии из составленного в конце X—начале XI веков «Кодекса Роды». В этих родословиях сообщается, что Лупа, внебрачная дочь короля Наварры Санчо I Гарсеса, была матерью графа Бигорра Раймона Дата. На основании патронима Раймона историки считают, что его отцом был граф Бигорра Дато II Луп, который умер около 930 года, передав Бигорр по наследству своему сыну.

### Правление
О жизни графа Раймона I Дата известно очень немного. Главное событие его правления — восстановление им в 945 или 946 году, вместе с виконтами Лаведана Анером Мансом и Анерилсом, крупного монастыря Сен-Савин-де-Лаведан. Этот монастырь, основанный во времена императора Карла Великого, был разрушен норманнами в 840-х годах и почти 100 лет лежал в руинах. Граф Бигорра и виконты Лаведана вновь отстроили его и наделили богатыми земельными владениями.
Граф Раймон I Дат умер в 956 году. Предполагается, что новым графом стал его сын Луи. Однако в ряде источников наследником Раймона Дата назван другой его сын — Арно, о котором известно только то, что он был отцом последнего графа Бигорра из местной династии, Гарсии Арно, и в 983 году подписал хартию, в которой граф Астарака Гильом передавал аббатству Симорре монастырь Пессан.

### Брак и дети
В «Кодексе Роды» женой Раймона I Дата называется Гарсенда (умерла 30 августа после 955), дочь графа Астарака Арно Гарсии. Однако в хартии, датированной 955 годом, женой Раймона Дата названа Факуилена, также дочь графа Астарака Арно. Предполагается, что Гарсенда и Факуилена могли быть или именами одной женщиной, или именами двух сестёр, на которых последовательно женился граф Бигорра. Детьми Раймона I Дата были:
- Луи (умер около 1000 года) — граф Бигорра (956—около 1000 или около 985—около 1000)
- Арно — возможно, граф Бигорра (956—около 985).